# Räden i Dieppe
Räden i Dieppe var en allierad militäroperation under andra världskriget som gick av stapeln den 19 augusti 1942. Då landsteg en kanadensisk infanteridivision och ett stridsvagnsregemente utrustat med nya Churchillvagnar (understödda av brittiska kommandosoldater) vid den franska kuststaden Dieppe för att testa styrkan i det tyska kustförsvaret. Målet var att hålla en större kuststad i det ockuperade Europa under en kort tid, dels för att försäkra sig om att det var möjligt och dels för att samla in underrättelser om det tyska försvarets svar på en landstigning. 
Operationen blev dock en katastrof, mest på grund av dålig planering och uselt underrättelsearbete. Omkring 3 600 av de 6 086 soldater som hann landsättas innan operationen avblåstes blev sårade, dödade eller tillfångatagna.
Enligt tidningsuppgift deltog svensken Allan Mann i räden.